# Масленички мост
Масленички мост, познат и као Стари Масленички мост како би се разликовао од „новог моста”, лучни је челични мост преко Новског ждрила на Јадранској магистрали, недалеко од насеља Масленица. Дуг је 315 м и налази се 55 м изнад мора. Први мост довршен је крајем 1960, а пуштен је у саобраћај у јануару 1961. године. Срушен је 21. децембра 1991. године у рату у Хрватској. Обновљен је и пуштен у саобраћај 2005. године у нешто већим димензијама него ранији.
Око 1,5 км сјеверније је изграђен нови мост преко којег пролази аутопут А1. Масленички мост често је алтернатива новијем бетонском четверотрачном мосту за вријеме кад је због буре затворен.